# Alojzij
Alojzij je moško osebno ime.

## Izvor imena
Ime Alojzij je različica imena Alojz.

## Pogostost imena
Po podatkih Statističnega urada Republike Slovenije je bilo na dan 31. decembra 2007 v Sloveniji število moških oseb z imenom Alojzij: 4.358. Med vsemi moškimi imeni pa je ime Alojzij po pogostosti uporabe uvrščeno na 61. mesto.

## Osebni praznik
V koledarju je ime Alojzij skupaj z imenom Alojz; god praznuje 21. junija.